# Yulia yuli
Yulia yuli is een vlokreeftensoort uit de familie van de Neoniphargidae. De wetenschappelijke naam van de soort is voor het eerst geldig gepubliceerd in 1909 door G.W. Smith.